# 松本勲人
松本 勲人（まつもと いさと、1987年2月8日 - ）は、長野県白馬村出身の元アルペンスキー選手。

## 人物
長野県白馬高等学校、法政大学卒業-白馬村スキークラブ。
大学卒業後、長野県スキー連盟のトップアスリート支援クラブ 「スキースターズ長野」の第一期
・第二期認定選手として競技を継続した。
2011年には膝の前十字靭帯断裂、2013年には腰痛などケガに苦しんでいる。2013年引退を発表。

## 主な成績
高校
・2004年 アルペンスキージュニア世界選手権大会クラスＢ 回転種目 優勝
・2005年 第54回全国高等学校スキー大会 回転種目 優勝
大学
・2007年 Far East Cup 白馬カップ スーパー複合種目 優勝
・2009年 Far East Cup 韓国大会 第1戦 回転種目 優勝
・2009年 第82回全日本学生スキー選手権大会 回転種目 優勝
・2009年 冬季ユニバーシアード 回転種目 6位入賞
・2009年 冬季ユニバーシアード 複合種目 7位入賞
社会人
・2009年 Far East Cup 中国 ヤブリ大会 大回転種目 優勝
・2010年 Far East Cup 大回転競技 種目別優勝
・2011年 FISアルペンスキー・ワールドカップ ゾルデン大会 大回転種目 出場
・2011年 Far East Cup 白馬大会 スーパー複合種目 優勝
・2011年 Far East Cup 野沢温泉シュナイダーカップ 回転種目、大回転種目 優勝
代表歴
・ジュニア世界選手権 2回(2004,2005)
・ユニバーシアード 2回(2009,2011)
・ワールドカップ 1回(2011)